# Bombacopsis
Bombacopsis é um género botânico pertencente à família Malvaceae.